# Вправа молот

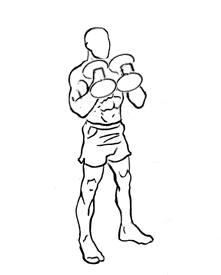
Вправа молот з гантелями

Молот — ізольована силова вправа, яка виконується з додатковим обтяженням для розвитку м'язів бічної частини двоголового м'яза плеча, брахіалісу та плече-променевого м'язу. Застосовується у бодібілдингу та інших силовіх дисциплінах. Молот так само відомий, як згинання рук з гантелями на біцепс стоячи. (Англ. Hammer curls). Вправа молот є основною для комплексного розвитку м'язів рук та збільшення брахіалісу. Згинання рук з гантелями нейтральним (паралельним) хватом збільшують витривалість, сприяють розвитку сили хвата, а також поліпшують рельєф рук. Завдяки цьому, такі згинання входять до арсеналу вправ усіх професіних бодібілдерів. Моду на її використання запровадив легендарний Рег Парк. 

### Техніка виконання вправи молот
Станьте прямо, ноги поставте на ширині плеч і злегка зігніть коліна. Початкове положення — гантелі вздовж корпусу в опущених руках, розгорнутих долонями до тіла. Тримаючи лікті близько до корпусу, повільно зігніть руки в ліктях піднімаючи гантелі до рівня прямого кута. У верхній точці траєкторії зробіть паузу, додатково напружте м'язи рук і повільно опустіть гантелі до низу, у вихідне положення. На відміну від біцепса, брахіаліс краще реагує на силовий стиль виконання, тому виконувати згинання рук нейтральним хватом необхідно в діапазоні 7-8 повторень в підході з перервами між ними в 60-90 секунд.

### Варіанти виконання вправи
Вправа може виконуватись кількома способами, при цьому можна застосовувати гантелі, штангу або тренажер:
- Молот стоячи - ноги на ширині плечей, руки вздовж тулуба, долоні спрямовані до тіла.
- Молот сидячи на горизонтальній лаві - дозволяє уникнути помилки, пов'язаної з нахилом тіла назад під час виконання.
- Молот сидячи на лаві з ухилом  - дозволяє уникнути помилки, пов'язаної з розгойдуванням тіла в момент підйому гантель.
- Молот з опорою на коліно - підвищує рівень концентрації та забезпечує бездоганну техніку виконання.
- Молот стоячи або сидями зі штангою з паралельними рукоятками - альтернатива гантелям.
- Молот на тренажері з мотузяною рукояткою - ізольована версія вправи, що сприяє підвищенню рельєфу рук.

### Безпека виконання
Вправа не має ніяких обмежень і корисна абсолютно всім, незалежно від досвіду, віку чи статі.